# Static Choc
Static Choc (Static Shock) est une série télévisée d'animation américaine en 52 épisodes de 22 minutes, créée par Dwayne McDuffie et diffusée entre le 23 septembre 2000 et le 22 mai 2004 dans le bloc de programmation Kids' WB.
En France, la série a été diffusée à partir du 2 septembre 2001 sur France 3.

## Synopsis
Cette série met en scène les aventures de Virgil, un jeune garçon afro-américain, qui se retrouve impliqué dans une guerre de gangs. Ces jeunes cassent des barils contenant un produit chimique et le gaz s'en échappant provoque des mutations sur toutes les personnes aux environs, leur donnant des super-pouvoirs. Virgil gagne des pouvoirs électromagnétiques et devient ainsi le défenseur de la veuve et l'orphelin contre les mutants. Dans sa tâche, il est aidé de son fidèle ami Richie, accro à la technologie.

## Distribution

### Voix originales
- Phil LaMarr : Virgil Hawkins / Static (en)

### Voix françaises
- Guillaume Légier : Virgil Hawkins / Static
- Frederik Haùgness (saison 1) puis Lionel Bourguet (saisons 2 à 4) : Richie Foley / Gear
- Guylaine Gibert : Sharon Hawkins, la sœur de Virgile
- M'Boup Massamba (saison 1) puis Claudio Dos Santos (saisons 2 à 4) : Robert Hawkins, le père de Virgile et Sharon
- Marie Van R (saison 1) : Daisy Watkins
- Lydia Cherton : Daisy Watkins (saisons 2 à 4), Frieda Goren et plusieurs personnages secondaires
- Véronique Fyon : Puff, Talon, Trina Jessup, Shelly Sandoval et plusieurs personnages secondaires
- Peppino Capotondi : Carmen Dillo, Edwin Alva, Onyx, Furet, l'Homme Caoutchouc (1re voix) et plusieurs personnages secondaires
- Jean-Marc Delhausse : Ebon (2e voix), Jonathan Vale et plusieurs personnages secondaires
- Franck Dacquin : Ebon (3e voix) et plusieurs personnages secondaires
- David Pion : Magma / Francis Stone

## Épisodes

### Première saison (2000-2001)
1. Static (Shock to the System)
2. Magma (Aftershock)
3. Destruction (The Breed)
4. Static contre Beurkzilla (Grounded')
5. Le Tube de l'année (They're Playing My Song)
6. La Nouvelle Élève (The New Kid)
7. Jeux d'enfants (Child's Play)
8. La Famille de Ritchie (Sons of the Fathers)
9. Edwin Alva junior (Junior)
10. Un vent de révolte (Winds of Change)
11. Rédemption (Bent Out of Shape)
12. Scanner (Replay)
13. Caprice (Tantrum)

### Deuxième saison (2002-2003)
1. Taches solaires (Sunspots)
2. Excès de zèle (Trouble Squared)
3. Tension (Brother-Sister Act)
4. Static Shaq (Static Shaq)
5. Briser la glace (Frozen Out)
6. Liens du sang (Bad Stretch)
7. La Fiancée de papa (Pop's Girlfriend)
8. L'Élection (Attack of the Living Brain Puppets)
9. Super Richie (Power Play)
10. Prise de conscience (Consequences)
11. La Cour des grands (The Big Leagues) (Crossover avec la série Batman)
12. Jimmy (Jimmy)
13. La Gloire d'Adam (Duped)

### Troisième saison (2003)
1. Dans les griffes de Gotham (Hard as Nails) (Crossover avec la série Batman)
2. Static en Afrique (Static in Africa)
3. Gadget (Gear)
4. Faux semblants (The Usual Suspect)
5. Contamina (Shebang)
6. Flashback (Flashback)
7. Silence, on tourne (Showtime)
8. La Relève - 1re partie (A League of Their Own - Part 1) (Crossover avec la série La Ligue des justiciers)
9. La Relève - 2nd partie (A League of Their Own - Part 2) (Crossover avec la série La Ligue des justiciers)
10. Comme au bon vieux temps (Blast from the Past)
11. La Poupée qui voulait devenir humaine (Toys in the Hood) (Crossover avec la série Superman, l'Ange de Metropolis)
12. Les Deux font la paire (Romeo in the Mix)
13. Le Retour (The Parent Trap)

### Quatrième saison (2004)
1. Retour vers le futur (Future Shock) (Crossover avec la série Batman, la relève)
2. Jamais deux sans trois (She-Back!)
3. La Légende africaine (Out of Africa)
4. Le Héros déchu (Fallen Hero) (Crossover avec la série La Ligue des justiciers)
5. L'Armée des ténèbres (Army of Darkness)
6. Docteur Odium (Hoop Squad)
7. À chacun son monde (Now You See Him...)
8. Alliance contre nature (No Man's an Island)
9. Complices (Linked)
10. Tarmac Micmac (Where the Rubber Meets the Road)
11. L'Antidote (Wet and Wild)
12. Enlèvement (Kidnapped)
13. Décontamination (Power Outage)

## Commentaires
- Certains épisodes délivrent des messages sociaux se rapportant au racisme, à la délinquance et aux valeurs familiales.
- La série contient également des crossover avec Batman, la série animée, Superman et La Ligue des justiciers.
- Les épisodes Static en Afrique et La Légende africaine font intervenir un autre super-héros noir, Anansi l'Araignée. Ce personnage tire son nom d'Anansi, une maligne araignée faisant partie du folklore africain. Ses principaux adversaires sont Osebo le léopard, Mmoboro la sauterelle et Onini le python. Tous trois sont également les homonymes de personnages du folklore africain piégés par Anansi.